# Лалетин, Владимир Григорьевич
Владимир Григорьевич Лалетин (3 февраля 1938 года, п. Заготзерно Новосёловского района Красноярского края — 25 июля 2016 года, Иркутск) — учёный-онколог, доктор медицинских наук (1992), профессор (1995), заведующий курсом онкологии Иркутского государственного медицинского университета (1976), заслуженный врач Российской Федерации (2003).

## Биография
Окончил Красноярский государственный медицинский институт по специальности «лечебное дело» в 1960 г. По распределению работал хирургом Казачинской районной больницы Красноярского края, с 1963 г. — онкологом-хирургом Больницы № 7 г. Красноярска. С 1967 по 1976 гг. заведовал хирургическим отделением Ангарского городского онкологического диспансера.
В 1976 г. защитил кандидатскую диссертацию на тему «Лимфография с внутрилимфатической инфузией химиопрепаратов при некоторых онкологических заболеваниях». В Московском научно-исследовательском институте им. П. А. Герцена. В том же году получил высшую квалификационную категорию онколога-хирурга.
В сентябре 1976 г. избран на должность заведующего курсом онкологии Иркутского государственного медицинского института. В 1986 г. утверждён в учёном звании доцента. В 1992 г. в Онкологическом научном центре РАМН защитил диссертацию на соискание учёной степени доктора медицинских наук на тему: «Расширенная лимфаденэктомия при операциях по поводу распространённого рака желудка». В 1995 г. утверждён в учёном звании профессора.
Всего Владимир Григорьевич выполнил более 2500 операций, многие из протоколов этих операций опубликованы в центральных хирургических журналах, так как касались уникальных клинических случаев, при которых использовались новые технические решения. Разработал и внедрил в практику способ расширенной лимфаденэктомии при раке желудка, а также метод формирования пищеводно-кишечного анастомоза при гастрэктомии. Им предложена клиническая классификация рака пищевода. Разработаны и внедрены реконструктивно-пластические операции при лучевых повреждениях наружных покровов туловища при раке молочной железы. Под руководством В. Г. Лалетина защищена 1 кандидатская и подготовлена к защите 1 докторская диссертации.
Опубликовал 1 монографию, 140 научных статей и 5 методических рекомендаций, является редактором научных сборников по онкологии, участником семи съездов онкологов, ряда международных и республиканских конференций, на которых выступал с докладами. Владимир Григорьевич является председателем Иркутского областного научно-практического общества онкологов, входит в состав редакционных коллегий нескольких медицинских журналов, в том числе «Сибирского медицинского журнала».
Удостоен высокого почётного звания «Заслуженный врач Российской Федерации» Указом Президента РФ в 2003 году.